# Zancona
Zancona è una frazione del comune italiano di Arcidosso, nella provincia di Grosseto, in Toscana.

## Geografia fisica
La Zancona sorge in una valle situata sul versante settentrionale del Monte Labbro, uno dei rilievi montuosi che compongono il massiccio del Monte Amiata. La piccola valle è attraversata dal torrente Zancona, che lambisce il paese a sud, presso la chiesa.
Il borgo dista circa 58 km da Grosseto e poco più di 2 km dal capoluogo comunale.

## Storia
La frazione, insieme all'adiacente Macchie, forma due nuclei di abitazioni montane di origine plurisecolare, centri importanti di contadini e taglialegna, che popolavano un'ampia vallata ai piedi del versante nord del Monte Labbro, sulle rive del torrente omonimo. Durante il periodo etrusco, la frazione era l'ultimo centro abitato al confine orientale del territorio sotto il dominio della città di Roselle. Sono infatti stati rinvenuti lungo il torrente reperti risalenti al IV secolo a.C. e una necropoli del III-II secolo a.C., ovvero un sepolcro a incinerazione caratterizzato dalla presenza di urne di arenaria e vasi cinerari su cui sono scritti i nomi dei defunti in etrusco. Secondo il glottologo Silvio Pieri il toponimo deriverebbe proprio dall'etrusco Senxunia.
Da sempre semplice appendice e villaggio alle dipendenze di Arcidosso, tra la fine del XVIII e gli inizi del XIX secolo arrivò a Zancona il predicatore Baldassarre Audiberti, che lasciò la sua testimonianza erigendo due croci devozionali nella frazione, una in località La Croce, nella parte alta, e un'altra in località Case del Ponte, nella parte bassa nei pressi del torrente. Nel XIX secolo Zancona fu poi teatro dell'avventura mistica e sociale di David Lazzaretti, il profeta dell'Amiata, che dette origine alla comunità religiosa giurisdavidica. Il profeta trascorreva il suo tempo tra la gente di Zancona e Macchie, raccogliendo in questi luoghi numerosi adepti e discepoli. La quasi totalità dei sacerdoti giurisdavidici che seguirono al Lazzaretti, fino all'ultimo di essi, Turpino Chiappini (1925-2002), proveniva da Zancona: qui si trova infatti conservato l'archivio dei seguaci.
Sul finire della Seconda guerra mondiale, i suoi territori subirono le razzie dei militari tedeschi in Italia, così come altre località dell'Amiata e del grossetano. A partire dagli anni ottanta, Zancona iniziò un processo di decadimento e spopolamento, con la chiusura di tutte le attività e le scuole elementari: lo stabile è stato ristrutturato e snaturato nel 2008. Alcune abitazioni oggi sono abbandonate, ed altre, soprattutto casali ottocenteschi e poderi, vengono affittati in estate a turisti stranieri, per la maggioranza tedeschi o olandesi.

## Monumenti e luoghi d'interesse

### Architetture religiose

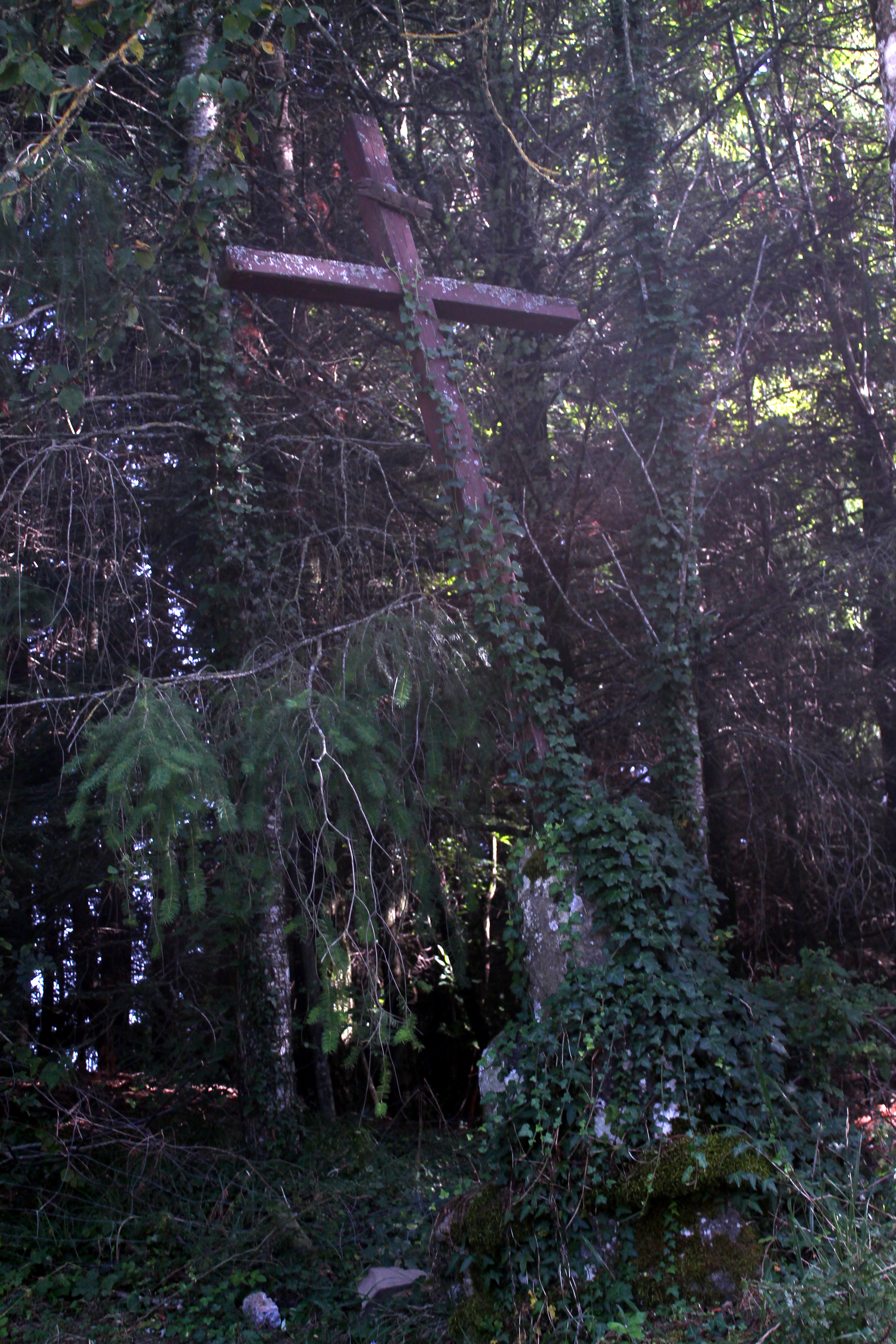
La croce di Baldassarre Audiberti, detta "La Crocina"

- Chiesa di Sant'Anna, situata nella parte bassa del paese, nelle vicinanze del torrente, si tratta di un piccolo edificio con facciata a capanna e campanile a vela, risalente alla prima metà del XIX secolo.[6] Insieme alle chiese di Salaiola, San Lorenzo, Lamula, Bagnoli e le Fornaci, è dipendente dalle pievi di Arcidosso.
- La chiesina, cappella nei pressi dell'omonimo podere, è situata sul poggio della Madonna in località Le Case, lungo la strada che porta alla Serra. Risalente al XVII secolo, è ricordata nel 1852 come proprietà della famiglia Fabbrazzoni,[11] poi unitasi con i Borselli. Non è attualmente visitabile in quanto proprietà privata.

### Altro
- Croci di Baldassarre Audiberti: testimonianza del passaggio del religioso Baldassarre Audiberti, che ha eretto a Zancona nella prima metà del XIX secolo due croci devozionali, una in località La Crocina, nella parte alta, e un'altra in località Case del Ponte, nella parte bassa nei pressi del torrente.[7]
- Lavatoi pubblici, vasche in pietra utilizzate in passato per l'abbeveramento e il lavaggio dei vestiari, se ne contano quattro in paese: uno alla Puscina, due nella parte centrale (via delle Scuole e via dei Pozzi) e un ultimo di fronte alla chiesa.

### Aree naturali
- Riserva naturale Monte Labbro, vasta area di 616 ettari istituita nel 1998, comprende al suo interno sia il Parco faunistico del Monte Amiata che la vetta del Monte Labbro (1193 m), con la torre giurisdavidica e gli altri edifici legati alla memoria storica di Davide Lazzaretti. Poco distante dalla vetta è situato anche il centro tibetano di Merigar West, fondato da Namkhai Norbu nel 1981, dove sono situati il gompa, edificato nel 1990, e lo stūpa, che ha la funzione simbolica di conservare le reliquie del Buddha e rappresenta la via dell'illuminazione.[12]
- Parco faunistico del Monte Amiata, ubicato nell'area del Monte Labbro, a sud-ovest della vetta del Monte Amiata, il parco è strutturato ispirandosi al modello dei Wild Park tedeschi, con percorsi che permettono l'osservazione delle varie specie nel totale rispetto di queste. All'interno di questa area naturalistica è possibile osservare numerose specie della fauna selvatica appenninica come il daino, il capriolo, il cervo, il muflone, il camoscio e il lupo.

## Società

### Evoluzione demografica

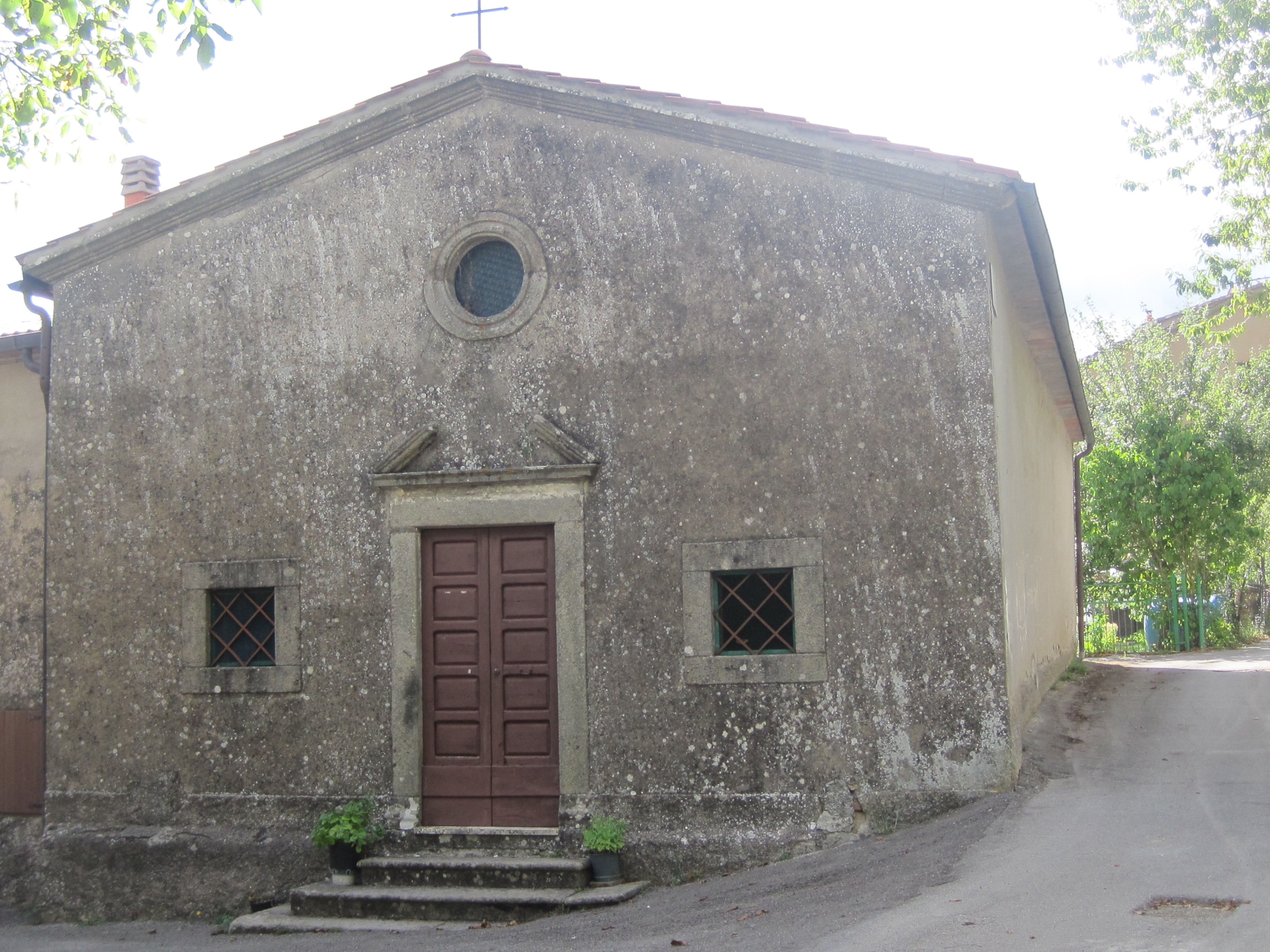
La chiesa di Sant'Anna

Quella che segue è l'evoluzione demografica della frazione di Zancona. Sono indicati gli abitanti dell'intera frazione e dove è possibile la cifra riferita al solo capoluogo di frazione. Dal 1991 sono contati da Istat solamente gli abitanti del centro abitato, non della frazione.
| Anno | Abitanti | Abitanti       |
| Anno | Frazione | Centro abitato |
| ---- | -------- | -------------- |
| 1921 | 1 250    | —              |
| 1931 | 1 045    | —              |
| 1936 | 983      | 174            |
| 1961 | 780      | 133            |
| 1981 | 512      | 96             |
| 1991 | —        | 70             |
| 2001 | —        | 80             |
| 2011 | —        | 83             |

### Tradizioni e folclore
In passato a Zancona, nell'ultima domenica del mese di settembre, si svolgeva la festa di Sant'Anna. Una processione partiva dalla piazza della Fonte, le bambine del paese venivano vestite di bianco, caricate su di un mulo e trasportate con tutti gli abitanti lungo la strada delle scuole fino alla chiesa di Sant'Anna, dove si sarebbe svolta la Santa Messa e, dopo la cerimonia, di nuovo la salita verso la piazza principale, accompagnati dalla banda d'Arcidosso. Dopo il concerto in piazza, si svolgeva una corsa dei cavalli su strada, che partiva dalla località chiamata, per l'appunto, Mossa dei Cavalli fino alla località La Croce. Questa tradizione si è spenta negli anni ottanta, con il diminuire della popolazione e lo spopolamento della frazione.

## Geografia antropica
Il centro di Zancona è diviso tradizionalmente in tre rioni:
- Chiesa: la parte bassa dell'abitato, nei pressi del torrente, dove è situata la chiesa di Sant'Anna.
- Piazza: parte centrale del paese, dove è situata la piazza centrale, piazza della Fonte, e per questo il rione è noto anche come Fonte.
- Puscina: la parte alta, posta sulla strada che dalla frazione conduce alla Serra.

Il territorio della frazione comprende al suo interno anche la località Le Macchie (750 m s.l.m., 99 ab.), borgata che ha attualmente superato in abitanti il capoluogo di frazione e che infatti viene spesso indicata come frazione a sé stante. Intorno a questi due centri abitati principali (Zancona e Le Macchie) si sviluppano numerose località minori (Poggio Zancona, La Crocina, Mossa dei Cavalli, Le Case, Case del Ponte, Case Sallustri, Case di Ragno, Case Michelotti, Mulino Zancona, Romitorio, Pratocupo, Torricella, Bandite Vecchie, Vado di Capretto), ma anche vere e proprie borgate, come quelle di Case Panardi (700 m s.l.m., 53 ab.), Giunco (738 m s.l.m., 71 ab.), Piamperugino (791 m s.l.m., 26 ab.), Rondinelli (800 m s.l.m., 13 ab.) e Serra (706 m s.l.m., 40 ab.).

## Galleria d'immagini

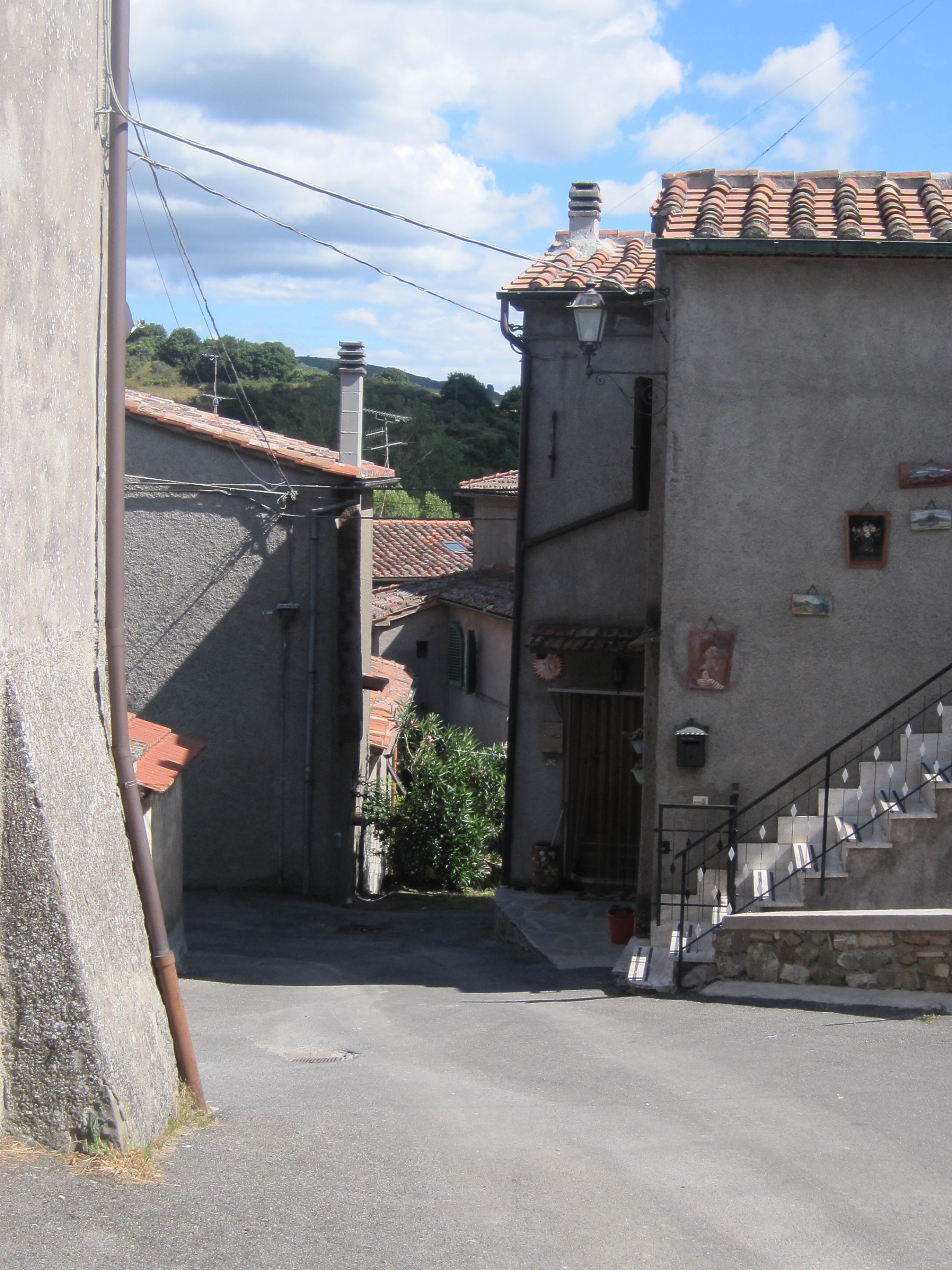
Via della Puscina
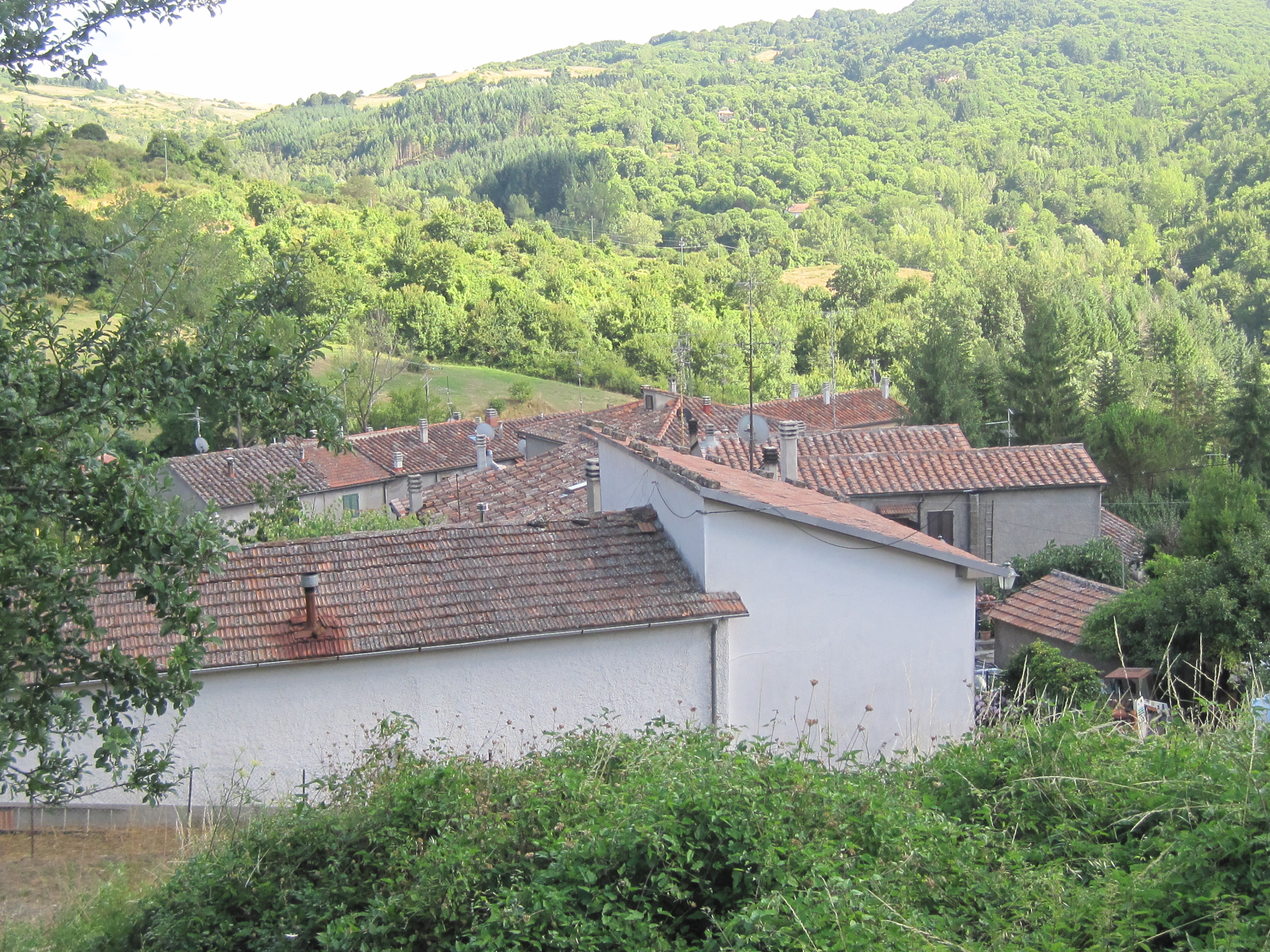
I tetti della Zancona dal rione Puscina
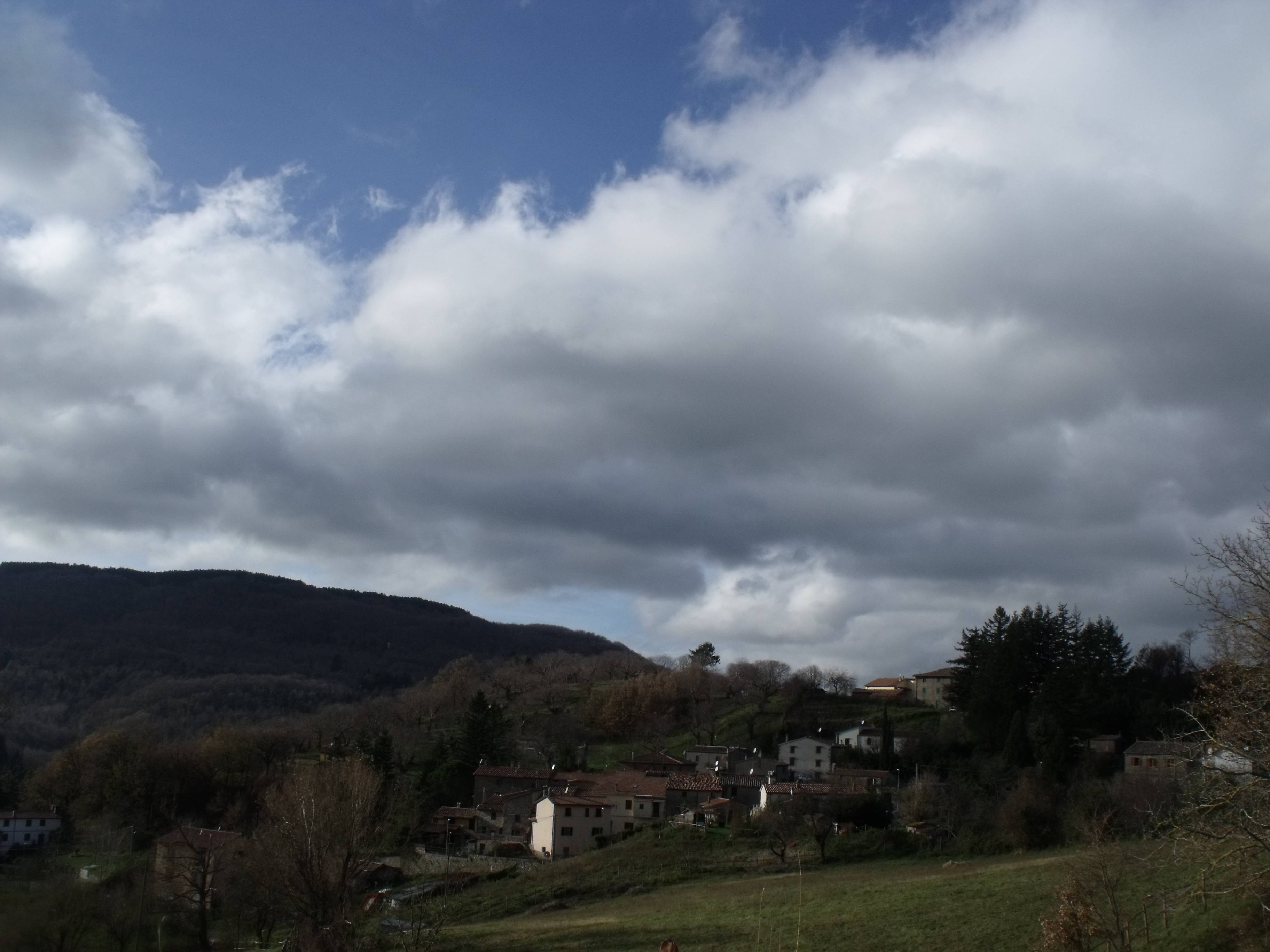
Veduta della Zancona da via Monte Labbro
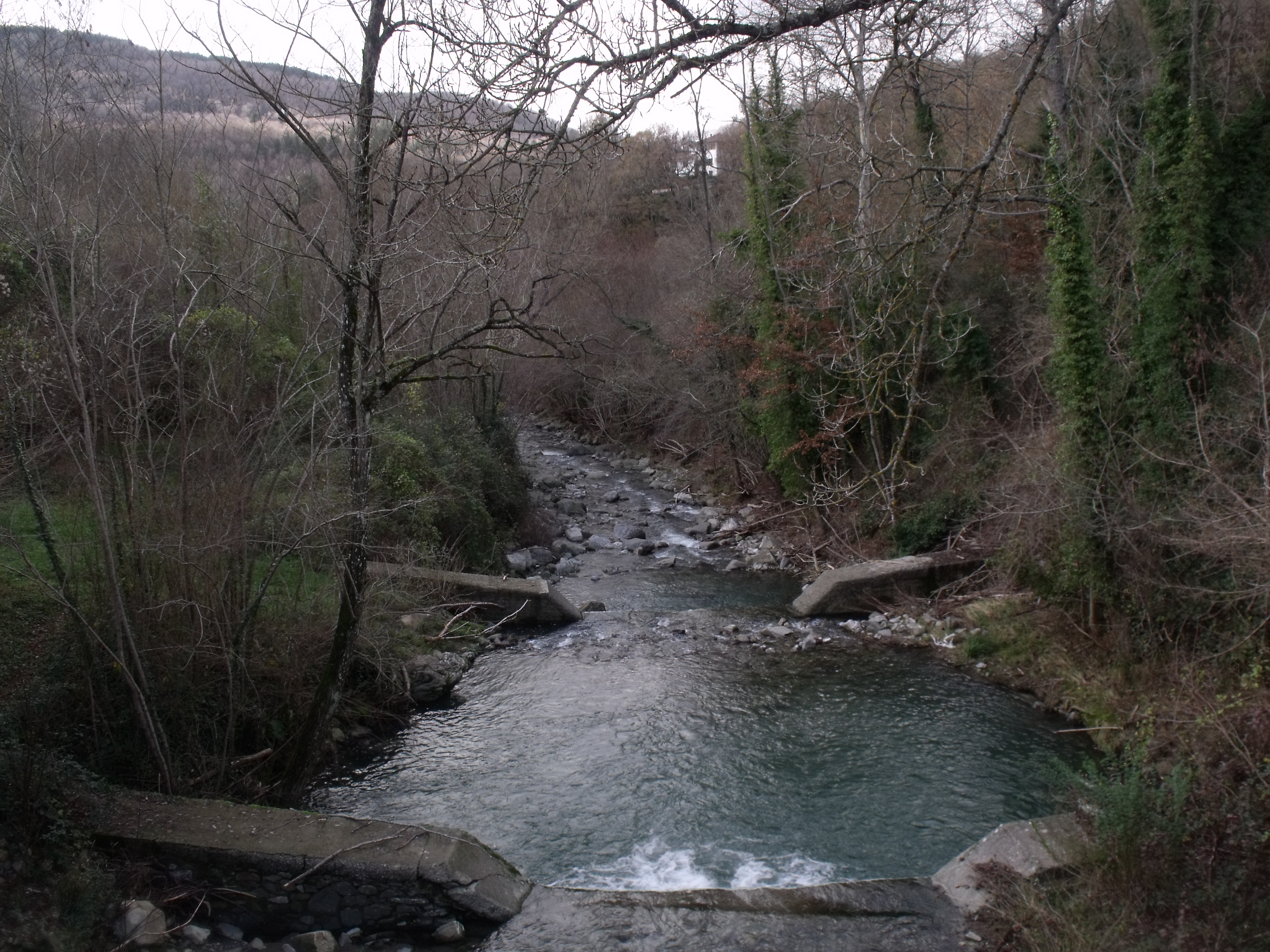
La "pozza" al torrente Zancona
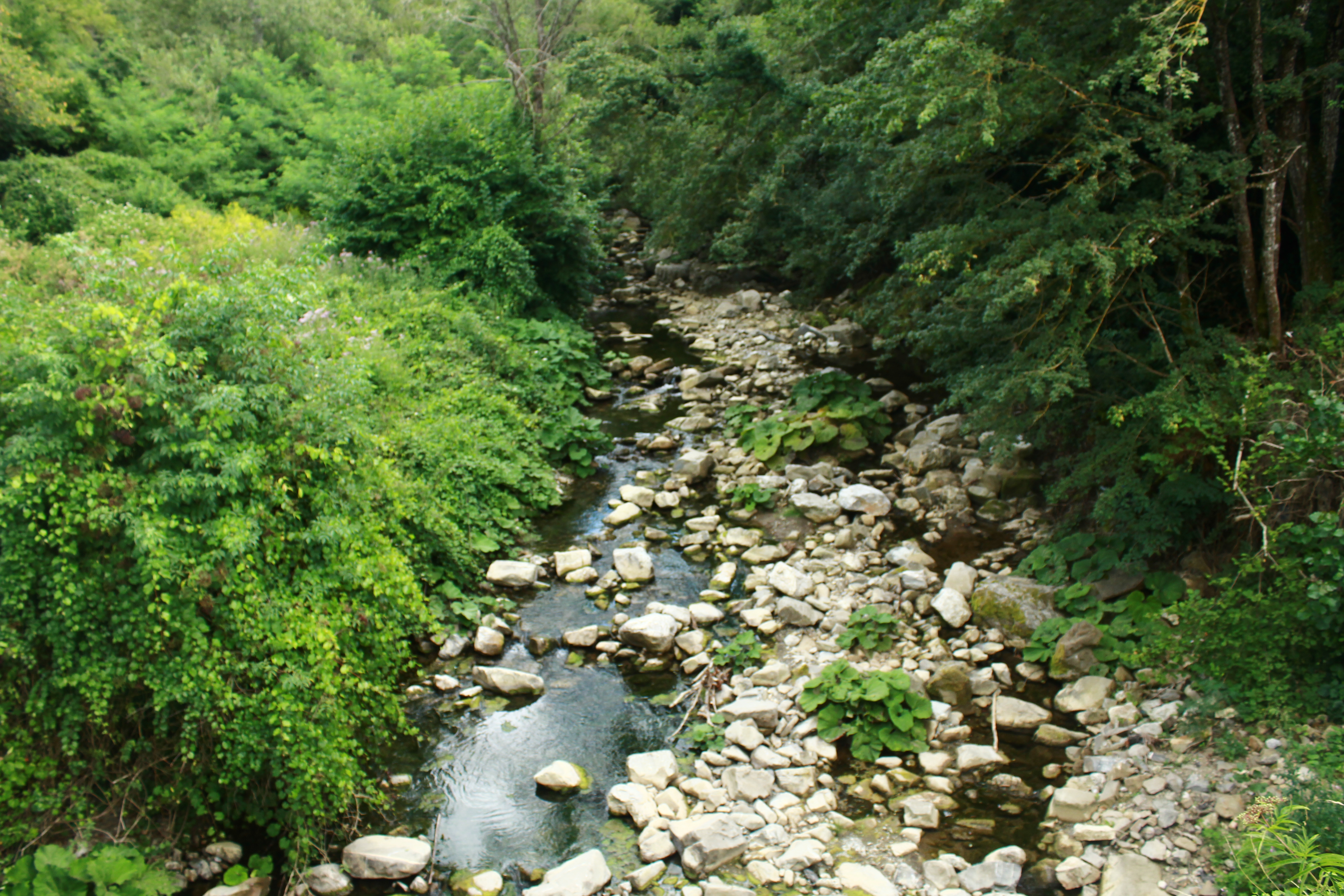
Il torrente Zancona in località Case del Ponte